# Evelyn Herwegh
Evelyn Herwegh (* 30. September 1961) ist eine ehemalige deutsche Ruderin. Ihr größter Erfolg war der Weltmeistertitel im Leichtgewichts-Vierer ohne Steuerfrau 1985.
Herwegh war 1979 Teil der deutschen Nationalmannschaft für die Junioren-Weltmeisterschaften in Moskau. Hier belegte sie im Achter den vierten Platz.
1984 wurde sie die erste Deutsche Meisterin im Leichtgewichts-Einer der Frauen. Bei den Ruder-Weltmeisterschaften im gleichen Jahr startete sie jedoch im Leichtgewichts-Vierer ohne Steuerfrau, einer Riemenbootsklasse. Da in diesem Jahr die Leichtgewichts-Bootsklassen für Frauen neu eingeführt wurden, hatten die Rennen den Status eines Demonstrationswettkampfs. Zusammen mit Beatriz Keller, Regina Mayer und Schlagfrau Claudia Engels gewann Herwegh das A-Finale.
1985 war der Leichtgewichts-Vierer ohne Steuerfrau eine offizielle Bootsklasse im Programm der Weltmeisterschaften in Hazewinkel. Die deutsche Mannschaft mit Monika Wolf, Sonja Petri und Claudia Engels, die diesmal Herwegh als Schlagfrau anführte, gewann den ersten regulären Weltmeistertitel in dieser Bootsklasse.
Auch in den folgenden Jahren war Herwegh Schlagfrau des deutschen Vierers, der 1986 in Nottingham Bronze und 1987 in Kopenhagen Silber gewann.
Anschließend beendete sie, die für den Frauenruderverein „Freiweg“ aus Frankfurt am Main startete, ihre Karriere.

## Internationale Erfolge
- 1979: 4. Platz Junioren-Weltmeisterschaften im Achter
- 1984: 1. Platz Weltmeisterschaften im Leichtgewichts-Vierer ohne Steuerfrau (Demonstrationswettbewerb)
- 1985: 1. Platz Weltmeisterschaften im Leichtgewichts-Vierer ohne Steuerfrau
- 1986: 3. Platz Weltmeisterschaften im Leichtgewichts-Vierer ohne Steuerfrau
- 1987: 2. Platz Weltmeisterschaften im Leichtgewichts-Vierer ohne Steuerfrau